# Ursino Vitoria Burgoa
Ursino Vitoria Burgoa (Cubillas de Cerrato (Palencia), 9 de noviembre de 1890-Burgos, 18 de enero de 1970). Jurista y escritor español. Doctor en Derecho y notario.
Falleció el 18 de enero de 1970 en la ciudad de Burgos a los 79 años de edad.

## Obras
- De la identidad del derecho hacia la unidad legislativa civil española (1948)

- Lo injurídico en la reglamentación notarial (1963)

- Reforma de la enseñanza en general de los estudios jurídicos y del notariado (1969)

- Reforma notarial y principios fundamentales de la persona individual y social (1962)

- La verdad sobre el apellido del gran músico Tomás Luis, insigne compositor del siglo XVI, maestro de capilla de la emperatriz María : con una ligera alusión al la relación que pueda existir entre éste y Francisco de Vitoria... (1967)